# Adam Barton
Adam James Barton est un footballeur international nord-irlandais, né le 7 janvier 1991 à Clitheroe en Angleterre[réf. nécessaire]. Il évolue au Dundee United au poste de milieu de terrain.

## Biographie
Il reçoit une sélection en équipe d'Irlande du Nord, le 17 novembre 2010, en amical contre le Maroc (match nul 1-1 à Belfast).
Il reçoit par ailleurs cinq sélections avec les espoirs irlandais.